# Volanov
Volanov (německy Weigelsdorf) byla původně samostatná ves, nyní část okresního města Trutnov. Nachází se západně od centra města. Prochází tudy železniční trať Chlumec nad Cidlinou - Trutnov a silnice I/16. V roce 2009 zde bylo evidováno 149 adres. V roce 2001 zde trvale žilo 361 obyvatel.
Volanov je také název katastrálního území o rozloze 5,67 km2.

## Historie
Ves Volanov vznikla v údolí Volanovského potoka, tekoucí podél dnešní silnice do Jičína. První písemná zmínka je k roku 1397, dále až do roku 1544 se střídaly názvy Oblanov, Voblanov Wigandsdorf a Weigelsdorf.

## Současnost
V poslední době se zástavba rozrůstá všude okolo a Volanov se může pyšnit nejvyšším nárůstem nových domků ze všech připojených obcí. Ještě před rokem 2000 byl Volanov od Trutnova oddělen polem, ale po vzniku volanovské průmyslové zóny a rozsáhlé individuální zástavby se stal Volanov stavebně souvislým předměstím.
V obrovském areálu zrušeného zemědělského statku vznikly různé soukromé dílny, ale jinak se průmysl ve Volanově nevyskytuje. Průmyslová zóna Volanov, stejně jako železniční zastávka Volanov sice nesou název vsi, ale nacházejí se v jiné části města. Daleko za zástavbou Volanova, se nachází bývalý muniční sklad trutnovských kasáren.

## Pamětihodnosti
- Kaple svaté Rodiny – malá kaple u hlavní silnice, postavená roku 1713. V letech 2002–2004 byla opravena fasáda kaple a v roce 2013 interiér, který byl vybaven novým klekátkem a obrazy Svaté Rodiny, Panny Marie a Ježíše Krista. Nově vysvěcena byla 21. července 2013.[7]
- Boží muka - křížky
- Původní hřbitov se hřbitovní kaplí Nejsvětější Trojice byl zrušen, kaple zbourána a mezi stromy hřbitova zřízeny zahrádky.